# Burn 'Em Up Barnes (film 1921)
Burn 'Em Up Barnes è un film muto del 1921 diretto da George André Beranger, meglio conosciuto negli Stati Uniti come George Beranger. Nei dati riportati dall'AFI e dal sito Silentera, come regista appare anche il nome di Johnny Hines, mentre IMDb riporta solo quello di Beranger.
La Mascot Pictures produsse nel 1934 un altro Burn 'Em Up Barnes, diretto da Colbert Clark con protagonista Jack Mulhall.

## Trama
Il giovane, avventuroso e pazzo per la velocità, Burn 'Em Up Barnes se ne va da casa dopo aver questionato con suo padre, potente magnate dell'industria automobilistica, che gli rinfaccia di non avere nessun interesse per gli affari e lo prende in giro per la sua abilità di non sapere fare qualcosa di utile. Fuori di casa, il giovanotto viene aggredito da una banda di delinquenti che gli tendono un'imboscata, rubandogli i suoi begli abiti e buttandolo, svenuto, dentro a un vagone merci vuoto. Alcuni vagabondi, che usano il carro per i loro spostamenti, lo prendono in simpatia e lo adottano come membro della loro banda. L'idea di far parte di quella eccentrica congrega che gli permetterà di andare in giro alla ventura non dispiace per niente a Barnes che la vede come l'inizio di un vita eccitante e piena di imprevisti. Il caso porta Barnes in una piccola città di provincia dove incontra la bella Betty, una giovane che chiede, ottenendolo, il suo aiuto. Le avventure tanto agognate non mancheranno a Barnes che, per prima cosa, provoca l'irritazione del bello del villaggio, uno spasimante di Betty, risentito per la sgradita intrusione di quel vagabondo impiccione. E in seguito, prima che tutto si risolva per il meglio, Barnes finirà persino arrestato, accusato di aver rapito un bambino.

## Produzione
Il film fu prodotto dalla Mastodon Films. Alcune fonti appare come produttore indipendente il nome di Ed Finney.

## Distribuzione
Distribuito dalla Affiliated Distributors, il film uscì nelle sale cinematografiche statunitensi il 1º agosto 1921. In Finlandia, il film fu distribuito il 3 settembre 1923. In Svezia, prese il titolo Johnny Bråttom.
Copie complete della pellicola si trovano conservate negli archivi della Library of Congress di Washington, in quelli del Museum of Modern Art di New York e dell'UCLA Film and Television Archive di Los Angeles.
Il 12 febbraio 2008 la JEF Films distribuì il film su DVD in una versione di 86 minuti.